# Yuvanna Montalvo
Yuvanna Montalvo  (Mexikóváros, Mexikó, 1988. március 15. –)  venezuelai színésznő, modell.

## Élete és pályafutása
Yuvanna Montalvo 1988. március 15-én született Caracasban.
Karrierjét 2007-ben kezdte a Somos tu y yo című telenovellában. 2010-ben Chantal szerepét játszotta a La mujer perfectában. 2012-ben megkapta Mayerling szerepét a Válgame Dios című sorozatban. 2013-ban Inocencia szerepét kapta a De todas maneras Rosában.
2011-ben hozzáment Juan Carlos García Pajero színészhez.

## Filmográfia
- Somos tu y yo (2007) .... Yuvanna
- Somos tú y yo: un nuevo día (2009) .... Yuvanna
- La mujer perfecta (2010) .... Chantal
- Válgame Dios (2012) .... Mayerling Torres de Bracho
- Los secretos de Lucía (2012) .... Giselle
- De todas maneras Rosa (2013) .... Inocencia Bermúdez